# August Schluga von Rastenfeld

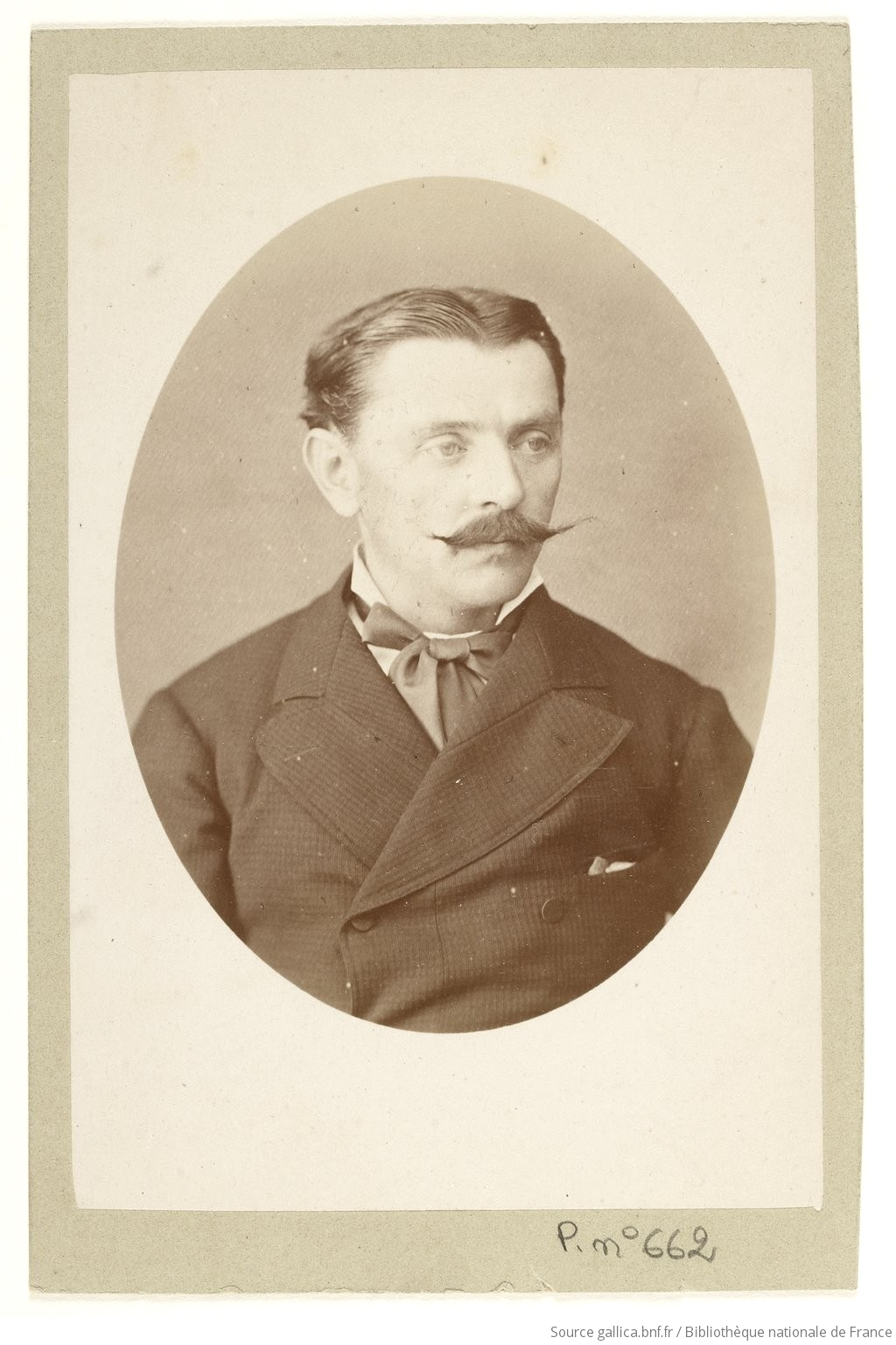
August Schluga von Rastenfeld, fotografiert von Alexandre Quinet

August Schluga von Rastenfeld (* 1841 in Sillein; † 9. Juli 1917) war ein österreichischer Offizier und preußischer Spion.
Er gilt als einer der wichtigsten Spione des 19. Jahrhunderts, dessen geheimen Berichte 1870 die Schlacht von Sedan im Deutsch-Französischen Krieg und 1916 die Schlacht um Verdun im Ersten Weltkrieg beeinflussten.

## Familie
Geboren wurde August im Jahr 1841 in Sillein in die ungarische Adelsfamilie Schluga.

## Leben

### Offizierslaufbahn
Schluga von Rastenfeld trat 1859 als Kadett in das österreichische Infanterie-Regiment 27 ein. Er war mit auf dem Feldzug in Italien und wurde 1859 zum Leutnant befördert. Im Jahr 1863 quittierte er den Dienst, da er nicht zur Ausbildung im Stabsdienst zugelassen wurde.
Im Frühjahr 1866 begann er, für die preußische politische Polizei zu arbeiten. Kurz danach wurde er vom damals eingerichteten Nachrichtenbüro des Großen Generalstabs übernommen. Er meldete vor der Schlacht von Königgrätz wichtige Details aus dem Hauptquartier der österreichischen Nordarmee.

### Agent Nr. 17 (A 17) in Paris
Im Jahr 1869 ging Schluga von Rastenfeld nach Frankreich und berichtete fast 50 Jahre lang aus Paris an den deutschen militärischen Kundschaftsdienst. Als Spion arbeitete er für das „Central-Nachrichten-Büreau“, das direkt an den preußischen Ministerpräsident Otto von Bismarck berichtete.
Neben Schlugas Decknamen als Agent »17« wurden als weitere Decknamen genutzt: »Schl«, »S« und »X«.